# Sympatex

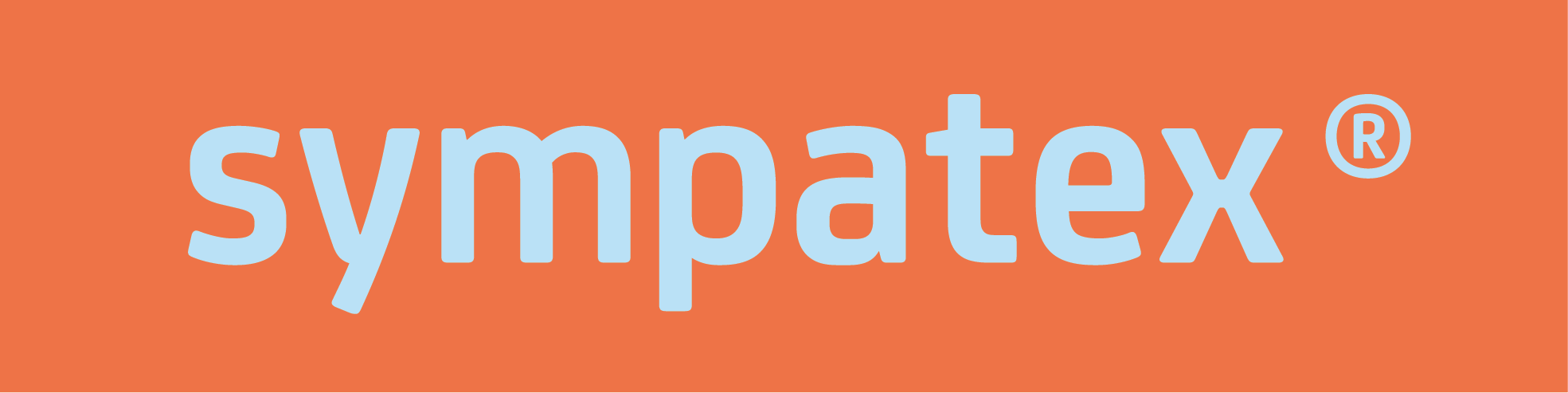
Logo der Sympatex Technologies GmbH

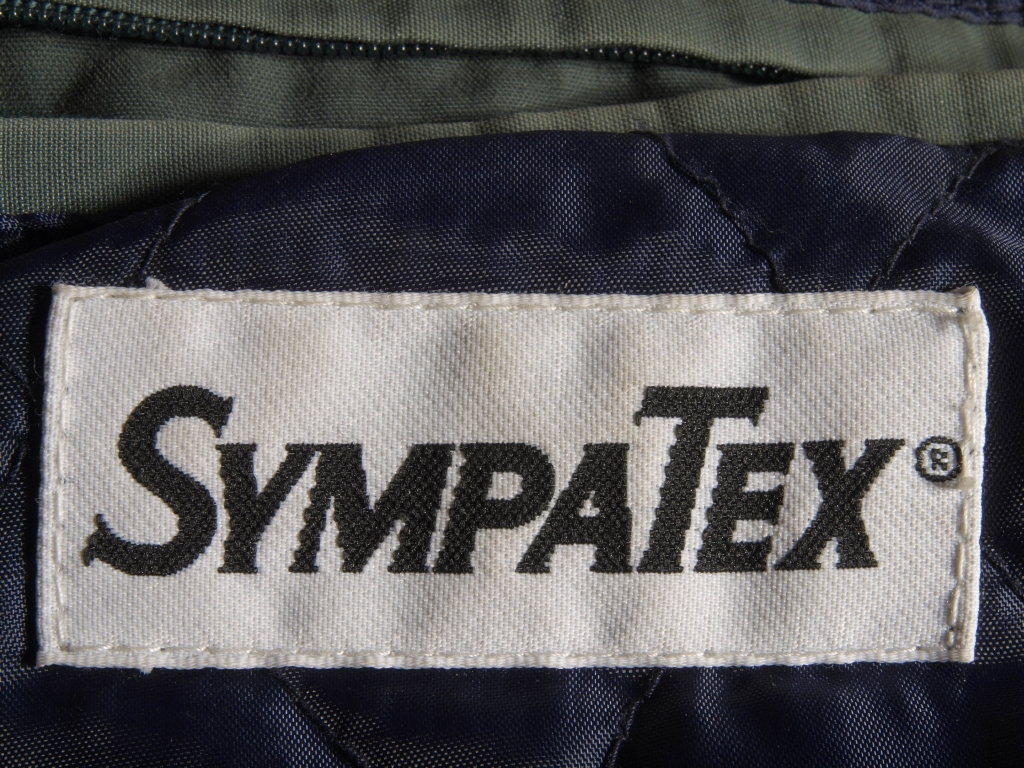
SympaTex Logo auf einem Textiletikett

Sympatex ist die Markenbezeichnung für eine porenlose 5 bis 25 μm starke Nässesperrmembran aus Polyetherester der Firma Sympatex Technologies GmbH, die auf ein textiles Trägermaterial (z. B. Webware, Wirkware, Strickware, Vlies), auf Schaumstoff oder Leder laminiert werden kann. Sie ermöglicht damit winddichte, wasserdichte und dabei aber wasserdampfdurchlässige und damit atmungsaktive Wetterschutzbekleidung.

## Funktion

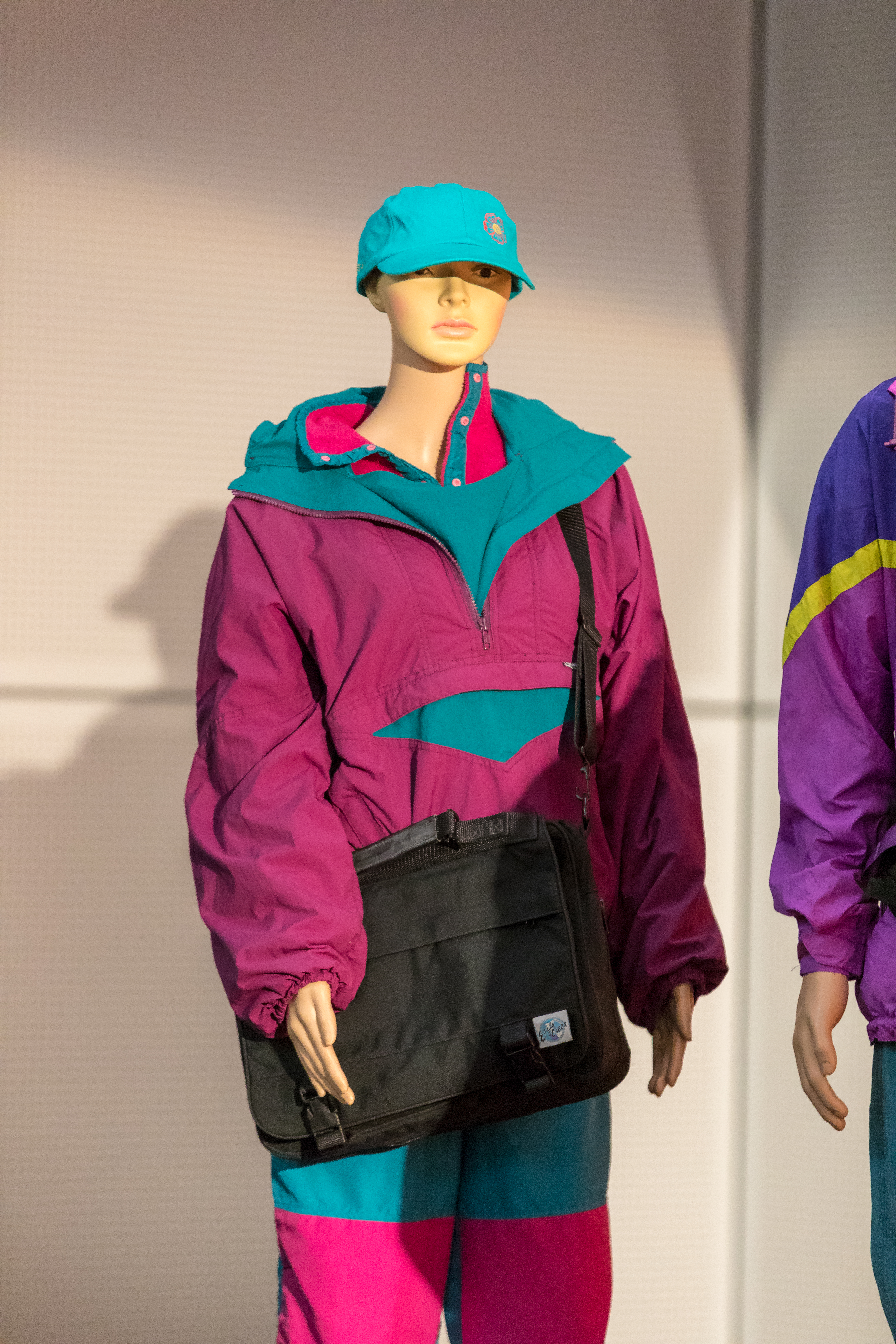
Outdoorjacke aus Sympatex-Gewebe von 1993

Die Materialbasis der Membran ist ein Blockcopolymer, eine Verkettung aus Polyester- und Polyethermolekülen. Hydrophile Molekülbausteine in der sonst hydrophoben Membran bedingen die Atmungsaktivität. Die hydrophilen (wasseranziehenden) Bestandteile der Sympatex-Membran nehmen Feuchtigkeit vom Körper auf und geben sie durch Verdunstung nach außen ab. Ein physikalisch-chemischer Prozess transportiert die durch die Transpiration entstehenden Wasserdampfmoleküle entlang der Molekülketten nach außen ab. Dieser Effekt nimmt mit dem Temperatur- und Feuchtigkeitsunterschied zwischen den Membranseiten zu: je mehr man schwitzt, desto mehr Feuchtigkeit kann die Membran nach außen transportieren.

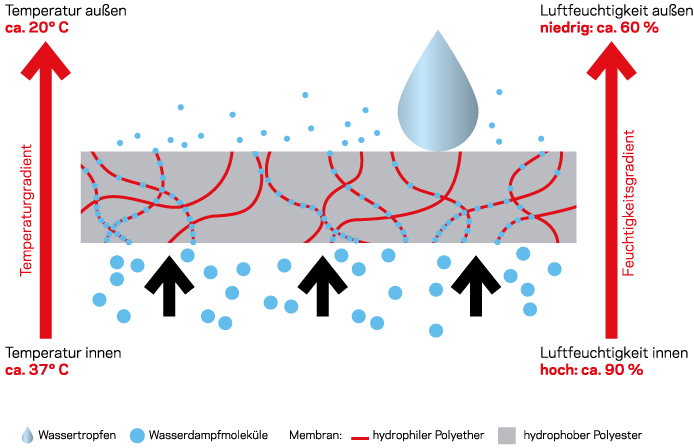
Schematische Darstellung der Sympatex-Membran

Auch Schweiß oder Tenside in Waschmitteln führen nicht zu Einschränkungen der Funktionsfähigkeit der Sympatex-Membran, da im Gegensatz zu mikroporösen Nässesperrmembranen keine Poren vorhanden sind, die beschädigt oder verstopft werden könnten.

## Nachhaltigkeit
Die Sympatex-Membran wird seit 2017 komplett klimaneutral hergestellt. Nicht vermeidbare Treibhausgasemissionen werden in Zusammenarbeit mit Climate Partner kompensiert.
Im Frühjahr 2019 hat Sympatex Technologies in das britische Unternehmen Worn Again Technologies investiert. Die Polymer-Recyclingtechnologie von Worn Again Technologies trennt die neben Monomaterial häufig vorkommende Textilkombination Polyester und Baumwolle und ermöglicht damit eine kreislaufwirtschaftliche Textilverarbeitung.
Seit 2020 bietet die Sympatex Technologies GmbH erste Laminate aus gebrauchten, kreislaufwirtschaftlich gewonnenen Textilmaterialien an. Das Funktionstextil BANFF ist ein 2-Lagen-Laminat mit einer sortenreinen PES-Oberware aus 100 % Alttextilien. Durch die vollständig recycelbare, PTFE-freie Sympatex-Membran aus Polyetherester kann dieser sortenreine GRS-zertifizierte Artikel am Ende des Produktlebenszyklus vollständig recycelt und erneut dem Textilkreislauf zugeführt werden.
Die Sympatex Technologies GmbH hat gemeinsam mit Partnern das Konsortium wear2wear gegründet. Dessen Ziel ist es, neue Textilien ausschließlich aus recyclingfähigen und sortenreinen Materialien herzustellen, um aus gebrauchten Kleidungsstücken wieder neue Funktionstextilien produzieren zu können und damit den Textilkreislauf zu schließen.